# Storia del Club Social y Deportivo Colo-Colo
Il Club Social y Deportivo Colo-Colo fu fondato il 19 aprile 1925 grazie ad un gruppo di giovani calciatori dissidenti del Magallanes guidati da David Arellano.

## 1920-1930: Fondazione del Club

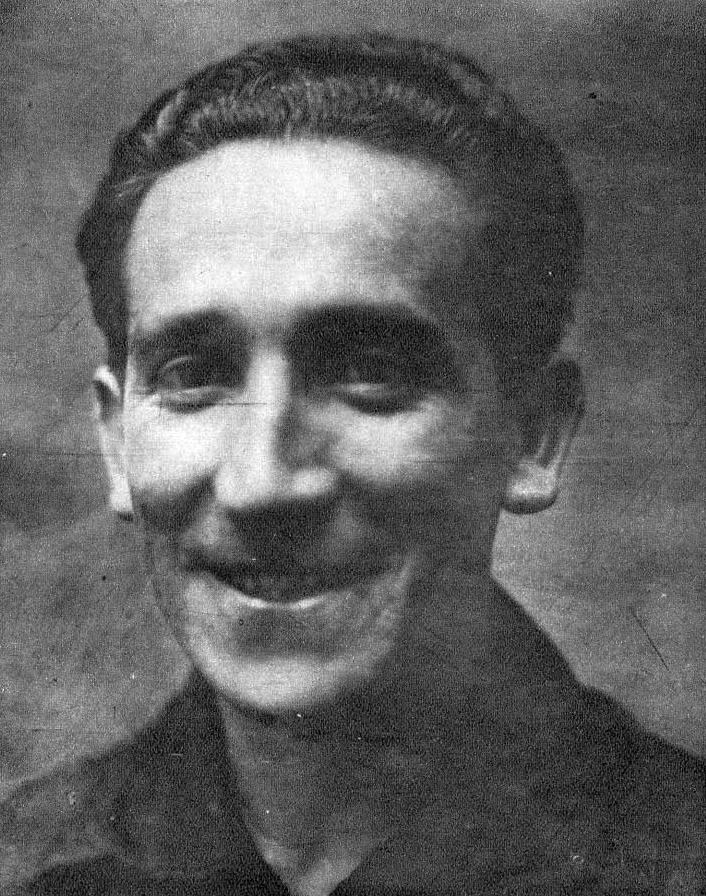
David Arellano, capitano e principale fondatore del Colo-Colo.

Nei primi mesi dell'anno 1925 il Club Social y Deportivo Magallanes si trovava in una grave crisi istituzionale, a causa di problemi esistenti tra i dirigenti ed alcuni dei suoi calciatori. I giocatori più giovani della squadra, guidati da David Arellano, esigevano di convertire il Magallanes in un club professionale e regolare il pagamento degli stipendi. Si chiedeva inoltre la sostituzione di alcuni calciatori quasi "inamovibili" della prima squadra.
Nella riunione del club, il 4 aprile 1925, i giocatori "ribelli" esposero le loro richieste. Tuttavia, queste furono completamente respinte dal direttivo del club, ex giocatori e soci. Questo unito a che la dirigenza, all'ultimo minuto, formò parte dell'elezione del nuovo capitano della squadra, al fine di evitare che David Arellano fosse scelto, nonostante in un primo momento questa decisione riguardasse solo i giocatori tra i quali Arellano contava una lieve maggioranza, provocò la rinuncia al club di lui ed i suoi compagni.
Questi giocatori decisero di unirsi nel bar "Quitapenas", ubicato a quei tempi in via El Panteón 1125. Benché in un primo momento avessero l'intenzione di integrarsi ad un altro club, finalmente optarono per formare una nuova Istituzione di calcio con solidi principi sportivi e morali.
Dietro una serie di riunioni che cominciarono la notte del 12 aprile, in casa della famiglia Arellano in strada Covadonga del quartiere Estación Central, finalmente la fondazione del club fu bollata il giorno 19 aprile 1925, nello Stadio El Llano.
Dopo essere proposti vari nomi (" Independiente", "O'Higgins", "Arturo Prat", tra gli altri, Luis Contreras, scelse il nome del Capo tribù indiano araucano Colo-Colo per la nuova squadra. Nacque così il Colo-Colo Foot-Ball Club.
Il primo presidente fu Alberto Parodi, mentre Luis Barros Borgoño fu designato presidente onorario.
L'uniforme del club fu definita lo stesso giorno 19 aprile 1925 da Juan Quiñones, maglietta bianca, che rappresenterebbe la purezza; pantaloni neri, come simbolo di serietà; calze nere con una frangia bianca, come omaggio all'uniforme dei marinai dell'Armata del Cile, e scarpe nere con una frangia rossa, secondo proposta di David Arellano.

### Primi anni e la tragedia di Valladolid

#### Il Colo-Colo "Invencible" del 1925

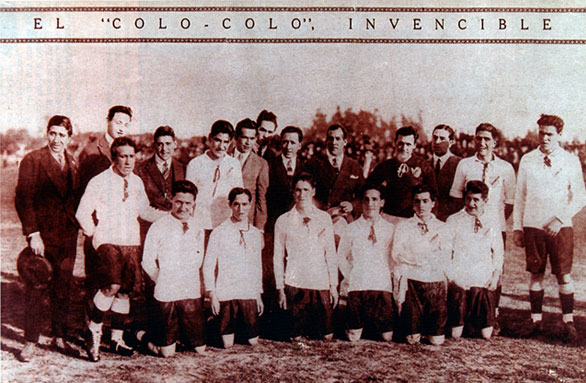
Il Colo-Colo "Invencible" del 1925.

Dopo la fondazione, la squadra si iscrisse nella Primera División de la Liga Metropolitana. La prima partita che giocò nella sua storia ed in quella divisione fu contro l'English, il 31 maggio 1925, e che si concluse con la vittoria del Colo-Colo per 6-0. Nella stessa stagione vinsero il loro primo "clásico" contro il Magallanes per 2-0 e, alla fine del campionato, il Colo-Colo si incoronò campione imbattuto della Liga Metropolitana e cominciò ad essere soprannominata come la squadra "invincibile". Alla fine dell'anno la squadra giocò partite da Talca fino a Chiloé.
Il Colo-Colo perse la sua imbattibilità il 3 gennaio 1926 contro l'Unión F.C di Chillán, essendo sconfitto per 3-2, nonostante, tradizionalmente si segnala che l'imbattibilità fu persa di fronte al Santiago Wanderers il 30 maggio, possibilmente grazie ad un telegramma inviato dal Colo-Colo che attribuiva la sconfitta contro l'Unión ad un forte vento che impediva di giocare con normalità. In quell'anno il Colo-Colo giocò la sua prima partita internazionale, contro il Peñarol dell'Uruguay, perdendo 5-1. Poiché gli impegni privati del club, tra i quali si aggiunse una tournée in tutto il paese, giocò solo quattro partite della stagione 1926 della Liga Metropolitana, per cui non fu considerato nella classifica finale del torneo.

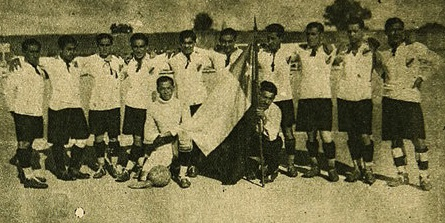
La squadra del Colo-Colo nella partita amichevole contro la Real Unión Deportiva di Valladolid; Spagna, 2 maggio 1927.

Il 28 marzo 1927, il Colo-Colo fu il primo club cileno che arrivò in tour nel Vecchio Continente, in Portogallo e Spagna, giocando il primo incontro a La Coruña il 3 aprile contro l'Eiriña di Pontevedra.
Il 2 maggio 1927, in una partita amichevole contro la Real Unión Deportiva di Valladolid, al minuto 35 di gioco, fu fortemente leso il capitano e fondatore del Colo-Colo, David Arellano, prodotto d'un colpo che gli causò una peritonite che lo portò alla morte il giorno dopo.
Nonostante il gran impatto che significò il decesso di Arellano, a seguito della fusione della Federación de Football de Chile ed Asociación de Football de Chile avvenuta nel 1926, il Colo-Colo passò ad integrare la Liga Central de Football (Asociación de Football de Santiago dal 1930), della quale fu campione negli anni 1928, 1929 e 1930.

## 1930-1940: I primi titoli
Nel 1932 il Colo-Colo tornò a giocare una finale di campionato contro l'Audax Italiano che si disputò l'8 dicembre. Tuttavia, a causa del crollo di una tribuna dello Stadio Italiano, la partita fu sospesa quando il Colo-Colo vinceva per 2:1, lasciando un saldo di 130 feriti e 3 morti.
Durante gli anni 1931-1932, il Colo-Colo soffrì una crisi istituzionale poiché i dirigenti della squadra vollero investire grandi somme di denaro in nuovi giocatori, ma questi non diedero loro un buon risultato, ciò originò un ribasso di stipendi nella squadra.

### Professionismo e primi titoli

#### Il campionato nazionale del 1937

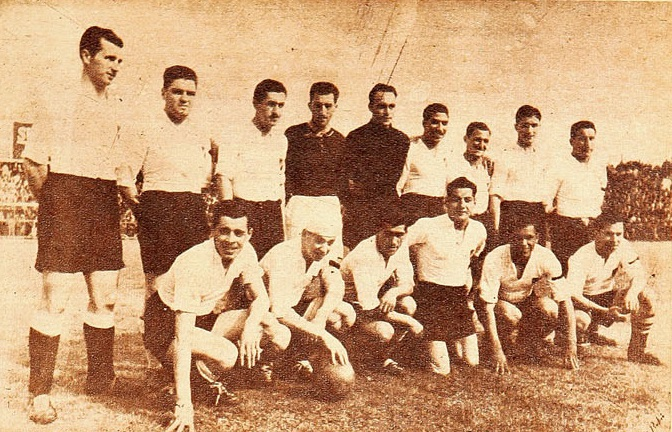
La squadra del Colo-Colo che ottenne il campionato nazionale nel 1937.

Il 27 maggio 1933, in collaborazione con Audax Italiano, Badminton, Green Cross, Morning Star, Magallanes, Santiago National e Unión Española, crearono la Liga Profesional (dal 1934 parte dell'Asociación Santiago). Il campionato di Apertura lo vinse il Colo-Colo sconfiggendo nella finale 2:1 l'Unión Española; ma nel campionato ufficiale, finì con gli stessi punti del Magallanes, obbligandolo a giocare una finale che vinsero i magallánicos per 2:1.
Nella stagione 1937 il club ottenne il suo primo titolo nazionale, e di forma imbattuta. Terminò a 5 punti dal Magallanes, il suo più vicino inseguitore.
Il Colo-Colo sommò la sua seconda stella nel 1939, con Alfonso Domínguez come miglior goleador, segnò 32 gol in 24 partite. La squadra era diretta dall'allenatore ungherese Francisco Platko che esponeva uno stile di gioco rivoluzionario per il calcio cileno dell'epoca.

## 1940-1950: Platko, Tirado e Sorrel

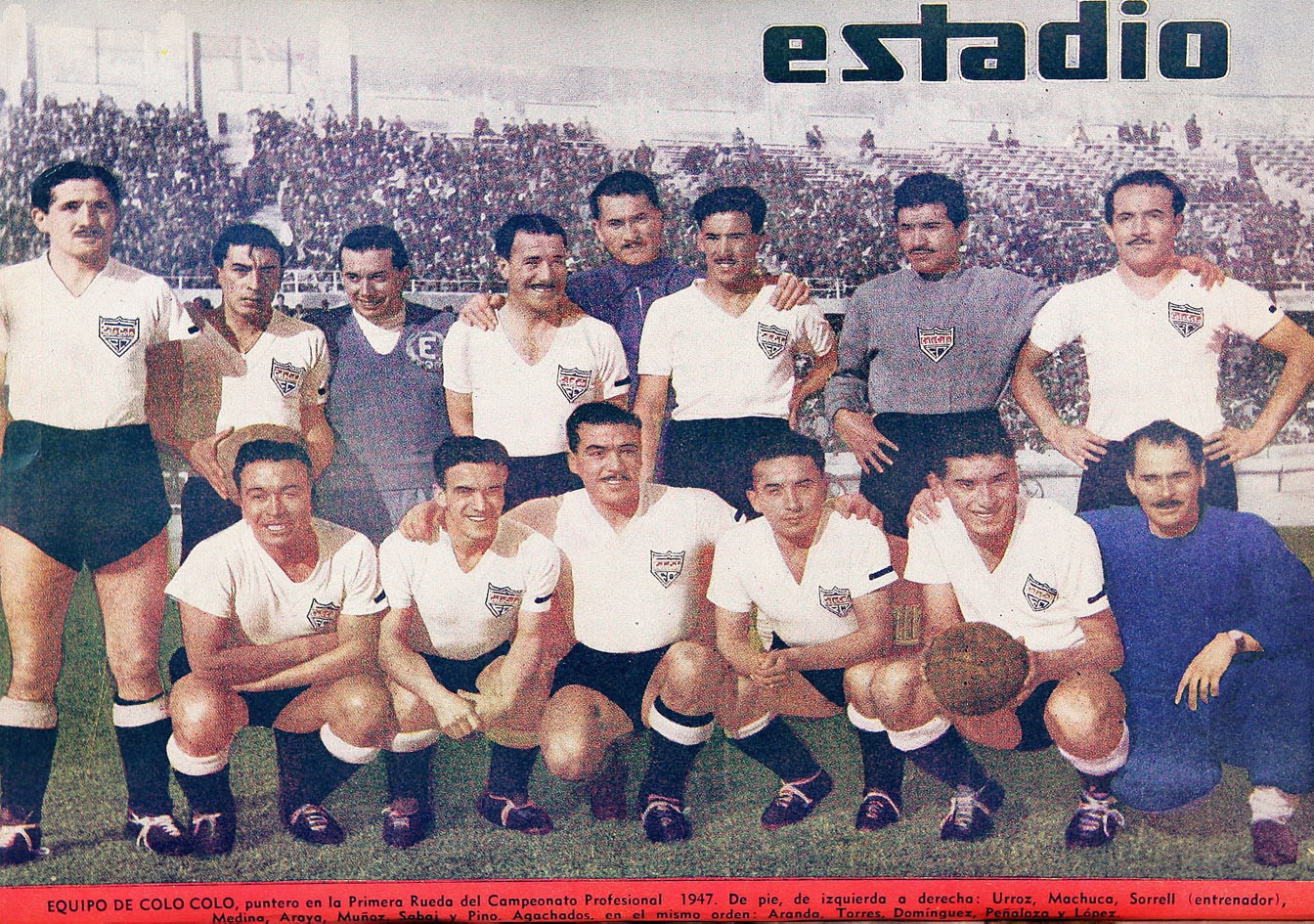
La squadra del Colo-Colo campione del torneo 1947.

Il Colo-Colo cominciò negli anni 1940 con l'ottenimento del campionato di Apertura, dopo aver battuto in finale l'Universidad de Chile per 3 a 2. Tuttavia, nel campionato nazionale realizzò un'irregolare presentazione, finendo in quarta posizione.
Nella stagione 1941 con un attacco letale composto da: Enrique Sorrel, César Socarraz, Alfonso Domínguez, Norton Contreras e Tomás Rojas, gli albos ottennero il loro terzo campionato, e per la seconda volta imbattuti con una media di quasi 3,5 gol a partita. Francisco Platko, nuovamente rivoluzionò il calcio nazionale, con l'implementazione dello schema di gioco "WM" e del centro half policia, denominazione che ricevette il giocatore incaricato di marcare il centravanti rivale, qualcosa di inedito per l'epoca. Quello stesso anno Platko fu chiamato a dirigere la nazionale di calcio del Cile, per il Campionato Sudamericano del 1942, in Uruguay. L'anno seguente controversie economiche e gestionali propiziarono le dimissioni dell'appena eletto presidente Robinson Álvarez. Le ripercussioni si notarono in campionato, dove il Colo-Colo finì solo in terza posizione. Nel 1943, nonostante l'usura dei giocatori e dello staff tecnico era evidente, il club riuscì ad ubicarsi secondo due punti sotto l'Unión Española.
L'anno 1944 cominciò con le dimissioni di Platko ed il licenziamento di vari giocatori stranieri, come parte di una politica di "chilenizar" la squadra adottata dal club in quello stesso anno. I cambiamenti diedero effetto, poiché sotto la conduzione dell'allenatore nazionale Luis Tirado che rimpiazzò Arturo Torres a metà della stagione, il Colo-Colo ottenne nuovamente il campionato nazionale, sconfiggendo nell'ultima giornata l'Audax Italiano che era al primo posto prima della partita (un punto sul Colo-Colo), per 3-1.
L'anno successivo, nonostante contasse su gran parte della squadra che vinse il campionato ma, col problema di non avere ricambi, il Colo-Colo realizzò la peggiore stagione della sua storia finendo penultimo, superando solo il debole Badminton.
Nel 1946 a dispetto di rinforzare di buona maniera la squadra, arrivando a pagare $180.000 al Magallanes per il difensore Domingo Pino, la gran quantità di lesioni che colpirono la squadra sommata allo scarso rendimento offerto da alcuni rinforzi non permisero di realizzare una buona campagna, ubicandosi in un discreto sesto posto.
Ma, nella stagione 1947, il Colo-Colo si consacrò nuovamente vincitore, questa volta sotto la direzione tecnica dell'ex-giocatore Enrique Sorrel, a tre turni dalla fine del campionato. Questo titolo servì da base affinché il club organizzasse la Copa de Campeones de América nel 1948, campionato precursore della futura Copa Libertadores, con il River Plate dell'Argentina, Vasco da Gama del Brasile (campione del torneo), C.D. Litoral della Bolivia, Emelec dell'Ecuador, Deportivo Municipal del Perù e Nacional dell'Uruguay. Negli anni successivi si aggravarono i problemi sportivi ed istituzionali, terminando il decennio in nona posizione.

## 1950-1960: I fratelli Robledo

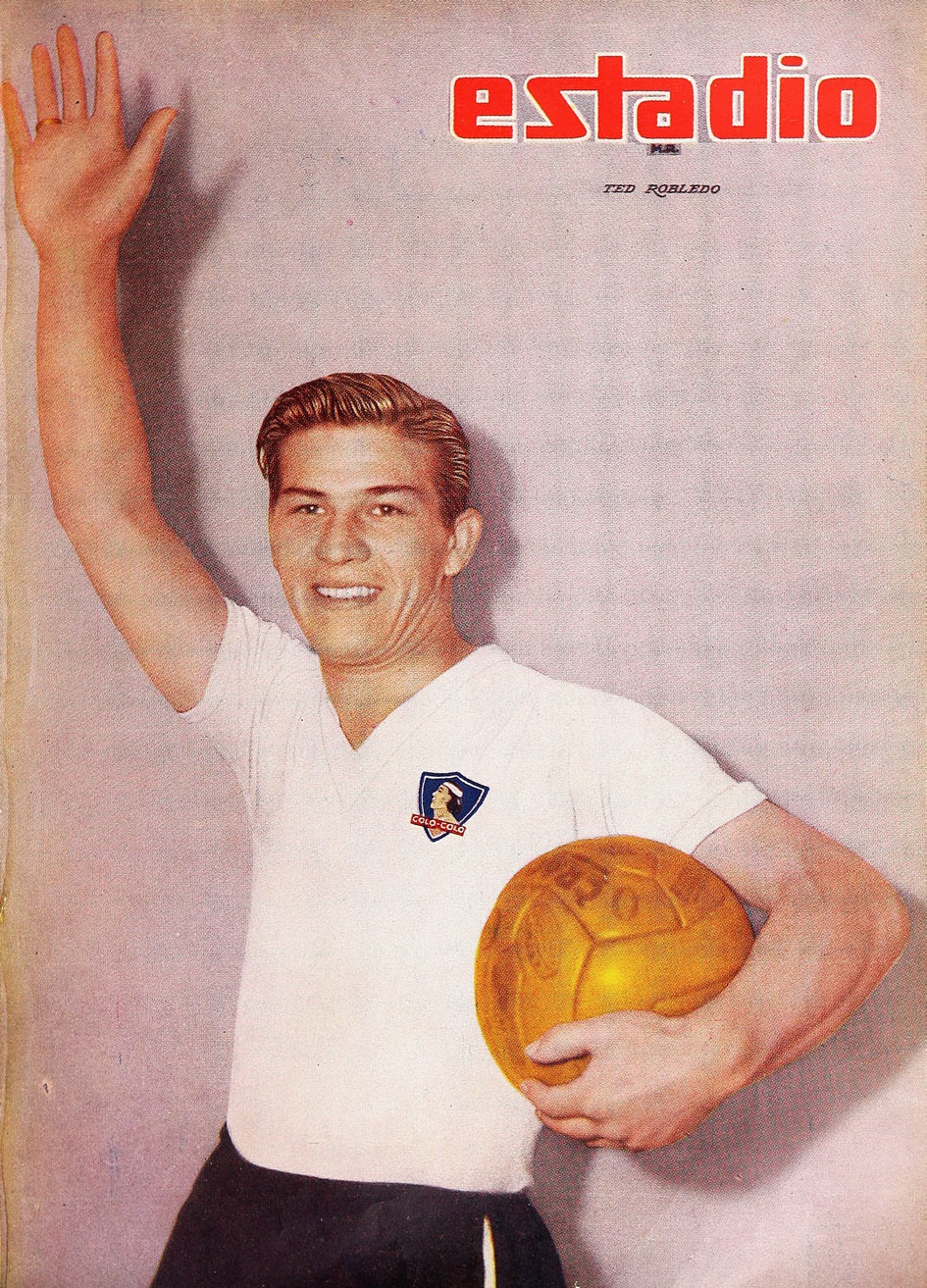
Ted Robledo, giocatore del Colo-Colo nell'anno 1953.

Dopo sei anni di attesa, nell'anno 1953, il Colo-Colo ottenne il suo sesto titolo grazie al suo nuovo presidente Antonio Labán, il ritorno dell'allenatore Francisco Platko, ed il rimpatrio di due fratelli iquiqueños che giocavano nel Newcastle United inglese, Ted e Jorge Robledo, quest'ultimo goleador del torneo con 26 gol. L'arrivo di questi giocatori significò un nuovo stile di gioco e più gente negli stadi. L'anno seguente, il Colo-Colo comprò una sede sociale in via Cienfuegos Nº 41, a Santiago Centro.
Nel 1956, grazie a giocatori come Misael Escuti, Mario Moreno, Jaime Ramírez, Manuel "Colo Colo" Muñoz, Enrique Hormazábal e Jorge Robledo, il Colo-Colo ottenne il suo settimo titolo nazionale. Quello stesso anno, si acquisì un terreno di 28 ettari, ubicato nel settore meridionale di Santiago nel comune di Macul, iniziando la costruzione del futuro Stadio Monumental.

## 1960-1970: Goleador storico e sette anni di siccità
Nella stagione 1960, il Colo-Colo assunse come allenatore Hernán Carrasco, conquistando il suo ottavo campionato nazionale. Nell'anno 1963, il Colo-Colo fu nuovamente vincitore, dopo una disputata stagione con l'Universidad de Chile, separati da un solo punto.
Quell'anno il Colo-Colo segnò due record nel calcio cileno: in primo luogo, la massima quantità di reti segnate da un club in una stagione (103 gol) e secondo, la massima quantità di reti segnate da un giocatore in una stagione (Luis Hernán Álvarez, con 37 gol). Nello stesso anno cadde la tradizione di giocare solo con giocatori cileni che veniva dal 1944, per mezzo dell'ingaggio dell'argentino Walter Jiménez.
Dopo sette anni di siccità, nel 1970, grazie alla conduzione di Francisco Hormazábal, il Colo-Colo arrivò al suo decimo titolo, dopo aver battuto l'Unión Española per 2:1, grazie a due gol del brasiliano Edson Beiruth.

## 1970-1980: Colo Colo ‘73

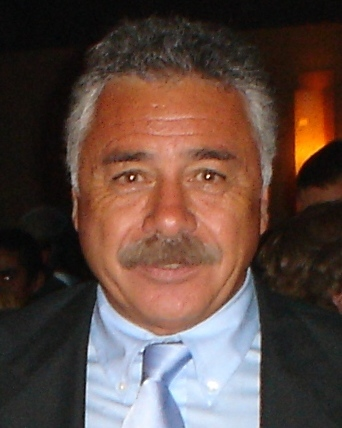
Carlos Caszely, giocatore del Colo-Colo nel 1973.

Nell'anno 1972, sotto la conduzione di Luis "Zorro" Álamos, e con figure come Francisco Valdés, Rafael González, Guillermo Páez, Leonardo Veliz, Leonel Herrera e Carlos Caszely, il Colo-Colo fu campione nazionale. Quell'anno, il Colo-Colo segnò il record di presenza media di pubblico allo stadio in Cile, più di 40.000 persone a partita.
L'anno seguente, il Colo-Colo divenne il primo club cileno a disputare la finale di Copa Libertadores. Superò nelle semifinali Cerro Porteño e Botafogo, con trionfo per 2-1 nello Stadio Maracanã. In finale affrontarono in una controversa partita l'Independiente dell'Argentina, pareggiando 1-1 ad Avellaneda e 0-0 a Santiago, ma perdendo 2-1 nello spareggio a Montevideo nel tempo supplementare.
Questa squadra fu anche la base della selezione cilena che partecipò al campionato mondiale di calcio 1974 nella Germania Federale.
Negli anni successivi, la squadra entrò in una crisi sportiva ed istituzionale che si risolse nell'anno 1979, quando, guidati dal duo Severino Vasconcelos ed il goleador di quell'anno, Carlos Caszely, il club raggiunse il 12º titolo, dopo aver terminato il torneo con dieci trionfi consecutivi e con una difesa che ricevette solo 24 gol in 34 partite.

## 1980-1990: Transizione e Stadio Monumental
Il Colo-Colo ottenne il titolo nazionale negli anni 1981 e 1983 con Pedro García come allenatore, sconfiggendo in entrambi i campionati il Cobreloa. Nell'anno 1986, Colo Colo e Palestino giunti a pari punti al termine del torneo, dovettero definire il campione in un attraente finale. All'appuntamento, giocato nello Stadio Nacional, arrivarono 80.000 persone, che furono testimoni della vittoria per 2-0 del Colo Colo, grazie ai gol di Jaime Vera e Hugo Eduardo Rubio; sotto la direzione tecnica di Arturo Salah, e con figure importanti come: Roberto Rojas, Raúl Ormeño, Lizardo Garrido, Arturo Jauregui, conquistarono il loro 15º titolo nazionale.
In questo periodo, il Colo-Colo vinse anche la Coppa del Cile nelle stagioni 1981, 1982, 1985 e 1989. Al contrario, in campo internazionale, nonostante buone presentazioni, nelle quali arrivò a vincere a San Paolo nel 1987, riuscì solo a superare la prima fase della Copa Libertadores nel 1988.
Il 30 settembre 1989, sotto la guida di Peter Dragicevic, si inaugurò lo Stadio Monumental, con una partita tra Colo-Colo e Peñarol che si concluse con il trionfo del cacique per 2-1, con il primo gol marcato da Marcelo Barticciotto.

## 1990-2000: L'era di Mirko Jozić: Colo-Colo campione d'America
Nell'anno 1991 la squadra si incoronò campione d'America vincendo la Copa Libertadores. Il Colo-Colo sconfisse nei quarti di finale il Nacional dell'Uruguay ed eliminò in semifinale il Boca Juniors dell'Argentina per poi superare nella finale l'Olimpia del Paraguay pareggiando 0-0 nello Stadio Defensores del Chaco di Asunción e vincendo per 3-0, il 5 giugno 1991 nello Stadio Monumental, con due gol di Luis Pérez ed uno di Leonel Herrera (figlio), diventando così l'unica squadra cilena a vincere il torneo.
Nell'ambito locale, il Colo-Colo ottenne per la prima volta un tri-campionato, uguagliando il Magallanes, che si era laureato campione negli anni 1933, 1934 e 1935. Quello stesso anno, perse la Coppa Intercontinentale a Tokyo per 3-0 contro la Stella Rossa di Belgrado.
Nell'anno 1992, il club vinse la Recopa Sudamericana sconfiggendo ai rigori il Cruzeiro del Brasile, a Kōbe in Giappone, e la Coppa Interamericana nel 1992 battendo il Puebla del Messico.
Nell'anno 1993, Mirko Jozić ottenne il suo ultimo campionato nazionale, in un anno segnato dall'arrivo di importanti rinforzi, come il boliviano Marco Antonio Etcheverry.

### Gli anni di Gustavo Benítez
Dopo l'uscita di Jozić dal club, la squadra soffrì alcuni anni di instabilità, causatati dalla disputa per la presidenza ed un debito in lenta crescita. Ciò fu risolto quando nel 1995 arrivò l'allenatore paraguaiano Gustavo Benítez.
Nel 1996 il Colo-Colo vinse il suo ventesimo campionato, per mano di, tra gli altri, Marcelo Espina, Ivo Basay e Marcelo Barticciotto. Quello stesso anno il Colo-Colo, dopo aver eliminato l'Estudiantes (LP) di La Plata ed il Flamengo, arrivò alla semifinale della Supercopa Sudamericana, dove fu eliminato dal Cruzeiro.
Nella stagione 1997 il campionato fu realizzato in due tornei. Nel primo (Apertura) il Colo-Colo perse la finale contro l'Universidad Católica, ma nel Clausura prese cinque punti di vantaggio alla stessa squadra, incoronandosi campione.
A livello internazionale, il club raggiunse le semifinali di Copa Libertadores, essendo eliminato nuovamente dal Cruzeiro, questa volta ai rigori. Inoltre riuscì anche ad arrivare alla semifinale della Supercopa Sudamericana, dove fu eliminato dal San Paolo.
Quello stesso anno l'IFFHS distinse il club come il quinto migliore del mondo, essendo la prima volta che un club cileno appariva tra i primi dieci di questa classifica mondiale.
Nel 1998, il Colo-Colo ottenne il titolo numero 22, in un anno di serrata lotta con l'Universidad de Chile, sconfiggendo all'ultima giornata il Dep. Iquique per 2-1, con gol nel finale di Francisco Rojas, nello Stadio Monumental.

## 2000-2010: Il club in fallimento e la società di capitali Blanco y Negro S. A.
Dopo la partenza di Benítez, il Colo-Colo cominciò a vivere un periodo nero sia calcisticamente che finanziariamente. In quest'ultimo aspetto, il giorno 23 gennaio 2002, la giustizia dichiarò il fallimento del club, dando la sua amministrazione ad un curatore fallimentare.
Sul fronte sportivo, in uno dei periodi più difficili per il club, dopo quattro anni, il Colo-Colo si incoronò nuovamente campione. Quell'anno si formò una squadra integrata da molti giocatori giovani, a causa del fallimento, e per mano del tecnico ed ex-giocatore Jaime Pizarro, il Colo-Colo batté l'Universidad Católica per 3-2 nella finale del campionato di Clausura di quell'anno, raggiungendo il suo ventitreesimo titolo nazionale.
L'anno seguente, con Iván Zamorano di ritorno in Cile, il Colo-Colo arrivò alle finali di Apertura e Clausura, ma fu sconfitto in entrambe dal Cobreloa.
Prodotto di un progetto ideato e materializzato dai dirigenti del Club, nell'anno 2005 assunse l'amministrazione dell'istituzione la società di capitali Blanco y Negro S. A., la quale assegnò la concessione di tutti i beni del club per 30 anni, in cambio di, tra gli altri obblighi, pagare i debiti con il ricavato attraverso un processo di collocazione di azioni nella Borsa di Commercio di Santiago.

### La gestione di Claudio Borghi: tetracampioni e finalisti della Copa Sudamericana

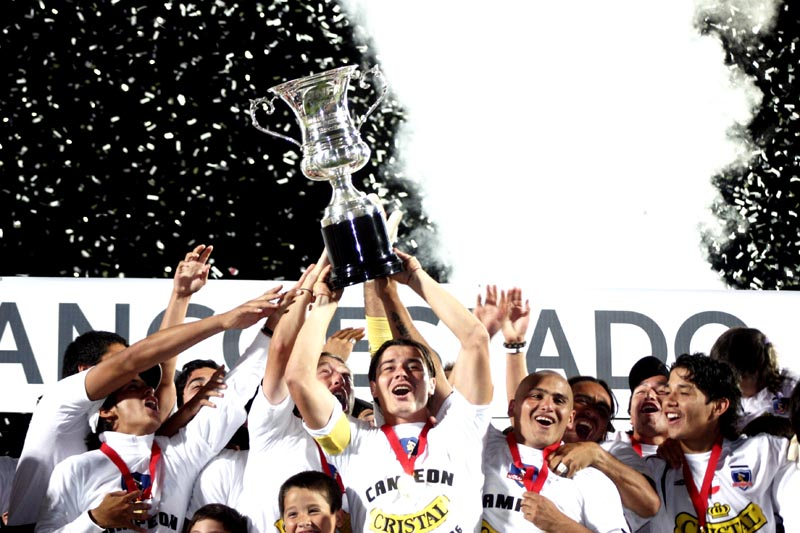
Il Colo-Colo celebra il titolo nazionale vinto nel 2006.

Alla fine del 2005 fu contrattato come tecnico l'ex giocatore Claudio Borghi.
Nel primo semestre del 2006, dopo il successo ottenuto col progetto Blanco y Negro, la giustizia revocò il fallimento del Colo-Colo e, dopo quattro anni, la squadra ottenne il ventiquattresimo titolo nazionale, battendo ai rigori L'Universidad de Chile nella finale del Torneo Apertura.
Nel secondo semestre dell'anno il Colo-Colo partecipò alla Copa Sudamericana 2006, dove riuscì a raggiungere la finale grazie alle brillanti prestazioni di giocatori come Sebastián Cejas, Humberto Suazo e Matías Fernández. Nei quarti di finale eliminò il Gimnasia (LP) di La Plata. Dopo questa partita il Colo-Colo fu riconosciuto come il miglior club del mondo nel mese di ottobre, secondo la Federazione internazionale di storia e statistica del calcio. In semifinale sconfisse il Toluca e in finale affrontò il Pachuca. Pareggiata per  1-1 l'andata allo stadio Hidalgo, il club cileno perse poi la finale di ritorno, il 13 dicembre 2006, per 2-1 nello stadio Nazionale del Cile. Allo stesso tempo in campionato il Colo-Colo riuscì ad arrivare alla finale del Torneo Clausura contro l'Audax Italiano, con cui vinse per 3-0 al Monumental e per 3-2 al Nacional, conquistando così il 25º titolo nazionale.
Nel 2007, dopo un appassionante finale di campionato, il Colo-Colo, vincendo l'Apertura 2007, si laureò campione di Cile per la terza volta consecutiva, fatto accaduto solo una volta in passato. Nell'ultima giornata sconfisse il Palestino per 1-0, superando di un punto l'Universidad Católica e di tre l'Audax Italiano.
Nella seconda parte dell'anno, dopo aver vinto il Torneo di Clausura, il Colo-Colo divenne il primo club cileno a vincere il campionato per la quarta volta consecutiva. Dopo un rendimento incerto nella fase a gironi, nei play-off superò ai quarti di finale l'O'Higgins per 5-0 nella partita di andata e 1-1 al ritorno, in semifinale l'Universidad de Chile con vittorie, per 2-0 in casa e 1-0 in trasferta, e nella finale l'Univ. de Concepción con le vittorie per 1-0 a Concepción e 3-0 allo stadio Monumental, ottenendo in questo modo il suo 27º campionato nazionale. Questo periodo non risultò di successo solo nell'ambito sportivo, ma anche in campo economico, poiché il Colo-Colo riuscì a vendere all'estero a cifre milionarie calciatori delle sue giovanili come Matías Fernández ed Arturo Vidal.
Il 28º titolo nazionale arrivò nel Clausura 2008, in una combattuta finale contro il Palestino, con pareggio per 1-1 nell'andata e vittoria per 3-1 al ritorno, grazie ai gol di Lucas Barrios, Daúd Gazale e Rodrigo Millar. Il Colo-Colo seppe plasmare in campo la sua esperienza di squadra vincente, grazie alla direzione tecnica di Marcelo Barticciotto e figure come: Claudio Muñoz, Macnelly Torres, Gonzalo Jara, Arturo Sanhueza, Luís Mena, Miguel Riffo e Rodrigo Meléndez. In questa competizione l'attaccante argentino Lucas Barrios, massimo goleador dell'anno, raggiunse quota 37 reti segnate in una stessa stagione, eguagliando il record per il Colo-Colo stabilito nel 1963 dal bomber curicano Luís Hernán Álvarez.
Rimasta fuori dai play-off per l'assegnazione del titolo dopo un brutto campionato di Apertura 2009, nel Clausura, dopo un inizio negativo, la squadra raggiunse la finale dei play-off, dove sconfisse l'Universidad Católica, aggiudicandosi così un altro campionato. Nel 2010, eliminato nella fase a gironi della Coppa Libertadores, il Colo-Colo si lascia sfuggire il titolo malgrado un vantaggio di 7 punti a 7 giornate dalla fine del campionato. 
Nel 2011 il club conosce un'altra eliminazione nella fase a gironi della Copa Libertadores e un ottavo posto nel campionato di Apertura, che consente l'accesso ai play-off per il titolo, ma la corsa si interrompe già ai quarti di finale, contro l'Universidad Católica. Nel torneo di Clausura la squadra raggiunge le semifinali, dove si ferma contro il Cobreloa.

## 2010-oggi: verso il trentesimo titolo, retrocessione sfiorata e rinascita
Per due anni il Colo-Colo ha avuto una filiale della prima squadra di calcio, chiamata Colo-Colo Filial, che ha partecipato alle competizioni riservate alle squadre riserve, iscrivendosi nel 2012 alla terza divisione nazionale. Dopo un 2012 senza titoli, nel 2013 arriva un nuovo allenatore al Colo-Colo, Gustavo Benítez, rimasto in carica solo per dieci giornate del Torneo di Apertura 2013. Il sostituto ad interim Héctor Tapia, affidandosi a giovani come Claudio Baeza, Esteban Pavez, Juan Delgado, Luis Pavez e ai veterani Justo Villar, Gonzalo Fierro e José Pedro Fuenzalida, è artefice della rinascita del Colo-Colo, che arriverà proprio nel Superclásico contro l'Universidad de Chile, battuta per 3-2. Per il Torneo di Clausura del 2014 Tapia viene confermato come allenatore e vengono ingaggiati Esteban Paredes, Jaime Valdés e l'argentino Julio Barroso. Un'imbattibilità di 13 giornate spinge il Colo-Colo verso il titolo di Apertura, vinto alla quindicesima giornata: i titoli nazionali vinti salgono a 30. Si apre un ciclo vincente, impreziosito dalle vittorie del campionato di Apertura 2015, della Coppa di Cile 2016 e della Supercoppa di Cile 2017.
Nel 2017 il Colo-Colo vince nuovamente il campionato, dopo un anno e mezzo di delusioni, ottenendo la sua 32esima stella, sotto la guida dell'allenatore Pablo Guede in panchina e con giocatori quali Esteban Paredes, Jaime Valdés, Jorge Valdivia, Octavio Rivero, Agustín Orión e Julio Barroso. Nello stesso anno si  aggiudica per la prima volta la Supercoppa di Cile. Nel 2018 vince ancora la Supercoppa di Cile. Nell'aprile 2018 Pablo Guede rassegna le dimissioni a causa di risultati negativi e di contrasti coi tifosi.
Nella stagione 2020, segnata dalla pandemia di COVID-19, il Colo-Colo vive la peggiore stagione della sua storia, lottando per non retrocedere. La squadra passa dal tecnico Gualberto Jara all'allenatore argentino Gustavo Quinteros e, a causa di un pareggio all'ultima giornata, è costretto a disputare lo spareggio promozione-retrocessione con l'Universidad de Concepción. La vittoria per 1-0 ottenuta nel febbraio 2021 con un gol dell'argentino Pablo Solari consentì al Colo-Colo di conseguire la salvezza, rimanendo nel contempo l'unico club cileno a non essere mai retrocesso in seconda serie.
Già nel 2021 i bianconeri rialzano la testa, chiudendo il campionato al secondo posto. Nel 2022 si aggiudicano autorevolmente il campionato per la trentatreesima volta, subendo solo 3 sconfitte in 30 partite, e la Supercoppa di Cile.